# Frutanimais
Frutanimais é uma canção regravada do grupo infantil Algodão Doce, do álbum de 1988, pela apresentadora e cantora brasileira Eliana, o sétimo single de sua carreira lançado em 1996.  Ele é parte do álbum Eliana, sendo a terceira faixa do disco.   Na letra desta canção, Eliana mistura animais com frutas. 

## Background
A canção é o segundo e último single do álbum de 1996 da apresentadora. Todavia ela foi gravada primeiro pelo grupo infantil Algodão Doce, em 1988. A música foi escrito por César Rossini, Gil Gerson e Rosana Hermann. A letra da música fala sobre um sonho aonde os animais se misturaram com as frutas se tornando "Frutanimais".  A canção não fez muito sucesso, em comparação com A Dança dos Bichos, mas curiosamente se tornou muito lembrada pelos fãs.